# Łącznik drążkowy
Łącznik drążkowy – łącznik elektryczny ręczny niskiego napięcia. 
Łączniki drążkowe wykorzystywane są głównie w instalacjach przemysłowych. Projektowane są na prądy znamionowe od kilkudziesięciu do 1500 A. Łączniki drążkowe wykonywane są z osłoną części czynnych do montażu natablicowym lub bez osłon do montażu zatablicowym. Łączniki drążkowe mogą wykonane być jako izolacyjne lub rozłączniki. Rozłączniki posiadają rozbudowany napęd styków (załączanie odbywa się migowo) i komory gaszeniowe z płytkami dejonizacyjnymi. Niektóre rozłączniki mogą być zintegrowane z bezpiecznikami, przez co zwiększa się ich zakres działania. Łączniki zatablicowe mogą nie być wyposażone w komory gaszeniowe. Łączniki drążkowe ze względu na rodzaj styków można podzielić na:
- łączniki drążkowe nożowe - styki ruchome w postaci noży wchodzą w styki nieruchome,
- łączniki drążkowe dociskowe - zestyki zwierane na docisk, w układzie dwuprzerwowym.